# (5098) 1985 CH2
(5098) 1985 CH2 (1985 CH2, 1979 UN1, 1981 EJ1) — астероїд головного поясу, відкритий 14 лютого 1985 року.
Тіссеранів параметр щодо Юпітера — 3,406.